# Lista de artistas influenciados por Madonna

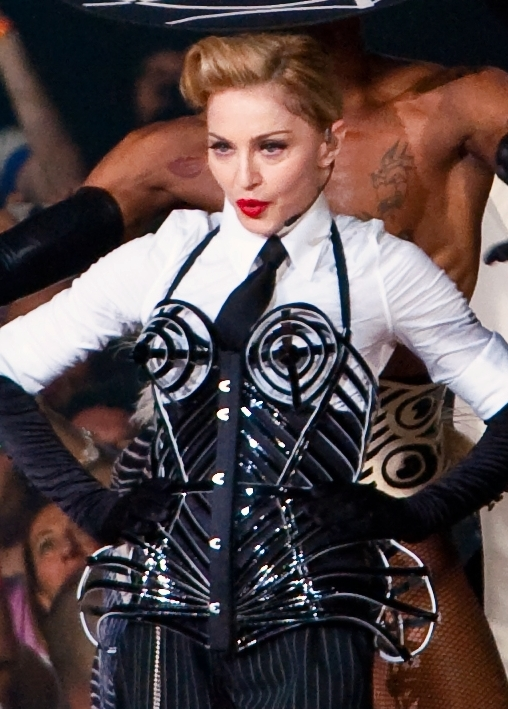
O sutiã cônico de Madonna se tornou uma de suas roupas mais conhecidas e emuladas.

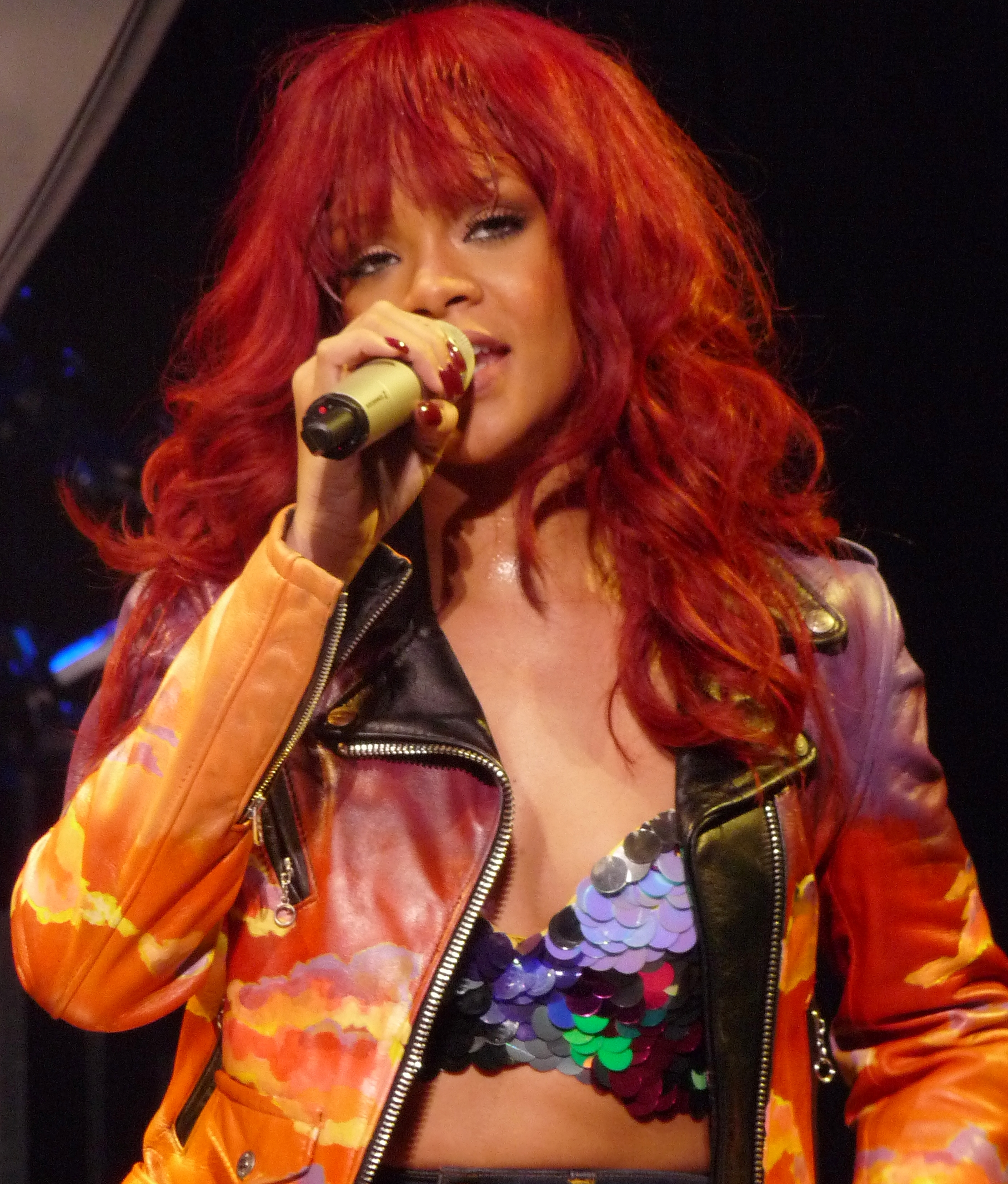
Rihanna nomeou Madonna como sua ídolo e maior influência, e ela é conhecida como "Madonna Negra.

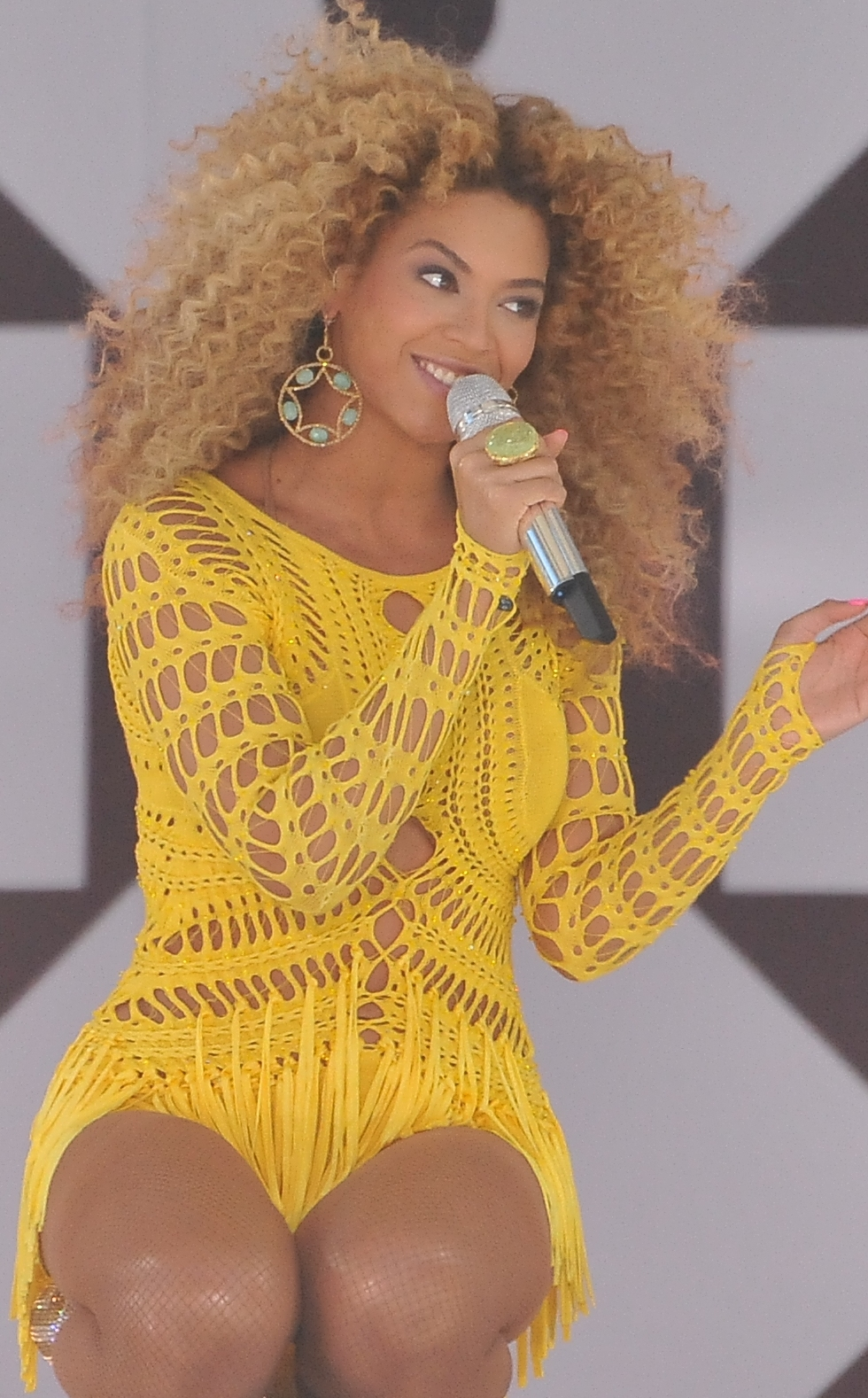
Beyoncé disse que Madonna a inspirou a assumir o controle de sua própria carreira.

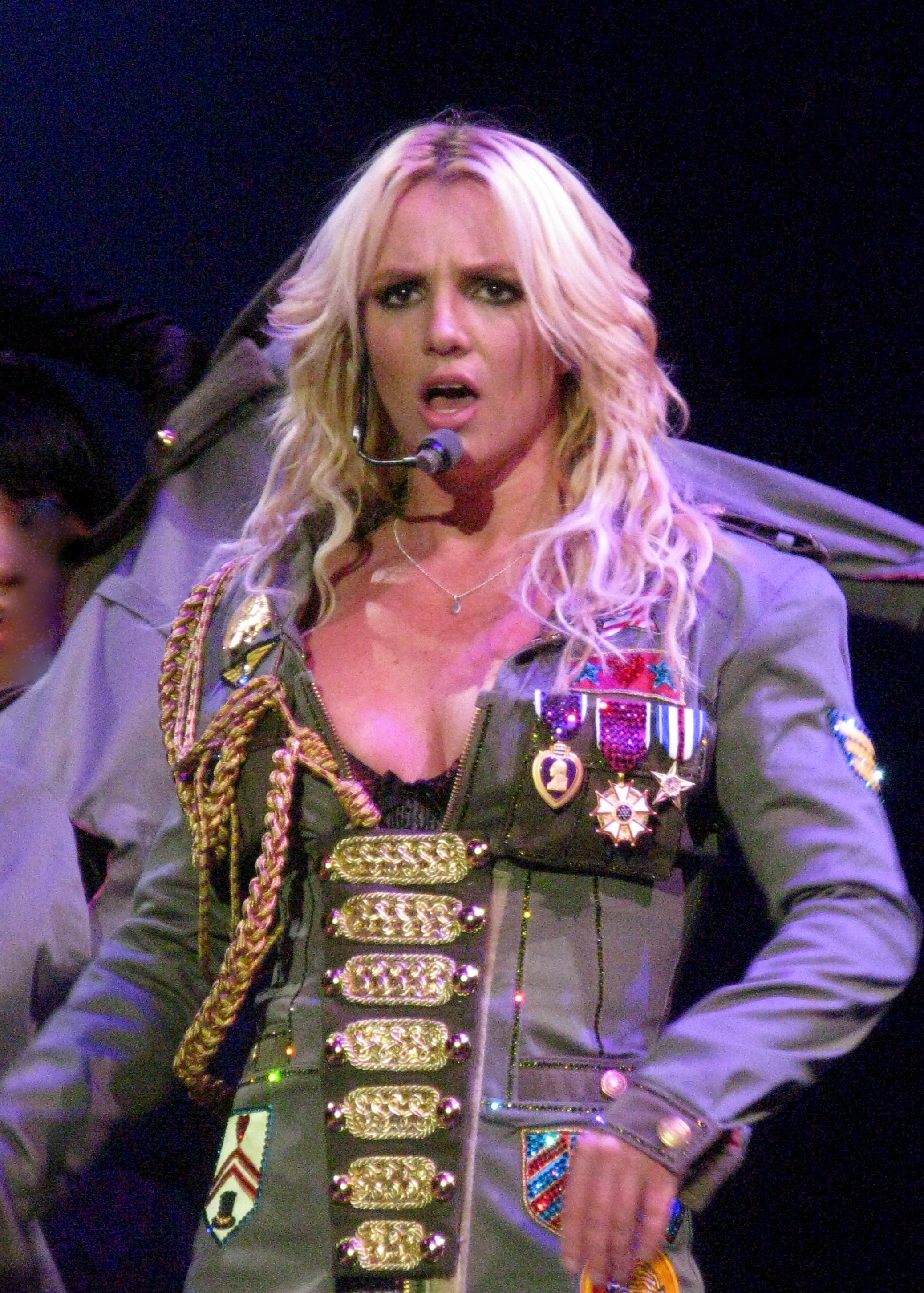
Britney Spears citou Madonna uma grande influência para ela. Intitulando-se a "Madonna dos dias modernos" pelo Guinness World Records.

Lady Gaga citou Madonna como uma de suas influências musicais. Ela é conhecida pela imprensa e pelos acadêmicos internacionais como a "nova Madonna" ou a "próxima Madonna".

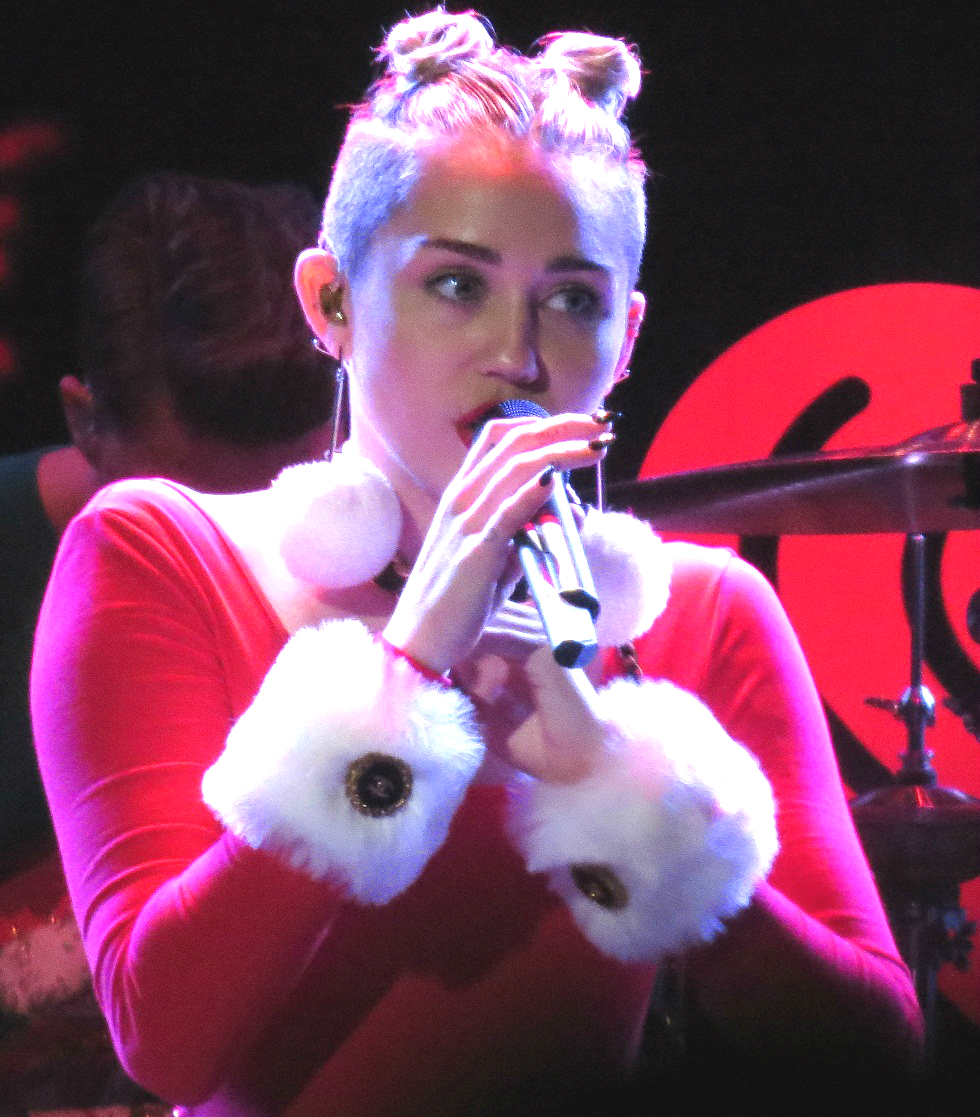
Miley Cyrus reconheceu Madonna como uma de suas maiores influências e que seu objetivo é se tornar a "nova Madonna" ou a "Madonna de sua geração".

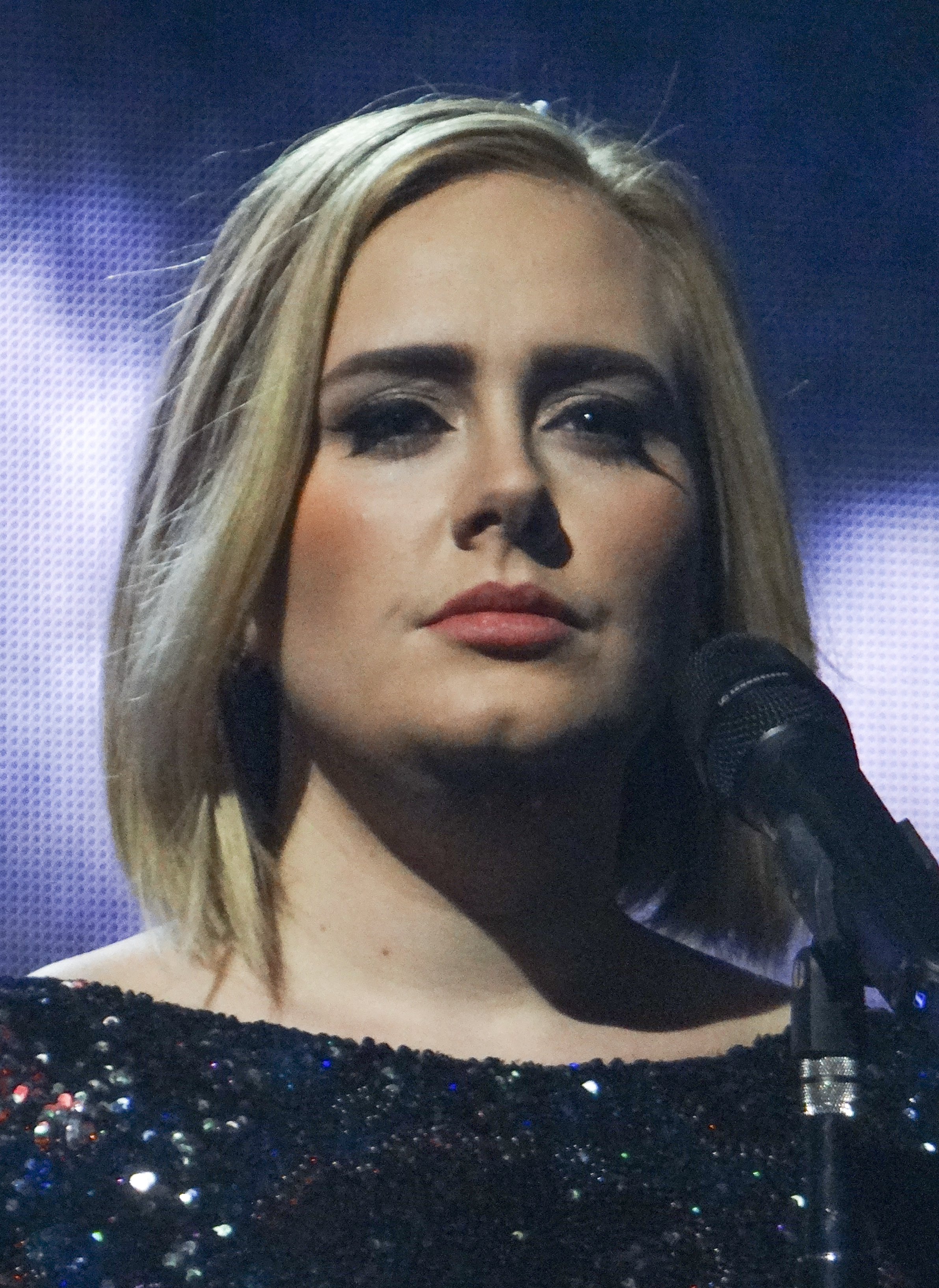
Adele citou Madonna como a principal inspiração por trás do álbum 25, juntamente com sua maternidade.

Desde sua estréia em 1982, as contribuições de Madonna para música, cinema, moda, dança e cultura popular, juntamente com sua atitude, influenciaram muitos outros artistas no mundo. Sua influência na indústria do entretenimento gerou extensos comentários e análises de críticos, da mídia e do público.
A influência de Madonna nos artistas é elogiada pela maioria dos autores e historiadores, porque quando ela surgiu nos anos 80, quase todos os principais artistas do mundo eram homens e bandas, mas depois dela quase todos seriam cantoras, com muitos críticos dizendo que ela ainda com o mesmo status e sem rival por nenhum de seus colegas. Essa é uma das razões pelas quais vários autores (incluindo Howard Kramer, do Rock and Roll Hall of Fame) comentaram que, sem ela, "não haveria" muitos artistas.
Embora Madonna tenha declarado se inspirar em outros artistas, os jornalistas da Billboard à MTV comentaram que "ela não seguiu a fórmula de ninguém" e "se influenciou". Alguns autores observaram que "Madonna termina inevitavelmente presente na vida de quase todos os cantores do mundo, no início ou no final da corrida", enquanto outros comentam que vários "artistas são mais influenciado por Madonna do que qualquer outro artista passado ou presente". Votados de forma consistente e incluídos em listas de críticos entre os melhores ou influentes músicos da história, acadêmicos e críticos de música chamaram Madonna de artista feminina de maior sucesso, admirada e influente de todos os tempos.
Ela foi classificada como número um na lista das 100 Maiores Mulheres da Música do VH1 duas vezes em 2012 (pela equipe) e em 2002 (votada pelo público). Madonna é oficialmente certificada pelo Guinness World Records como a artista feminina mais vendida de todos os tempos. Segundo J. Randy Taraborrelli, Madonna é uma das "artistas femininas mais emuladas da história do entretenimento". Geralmente, revistas e outras publicações compilam "listas de artistas influenciados por Madonna", que também são nomeadas como "Madonna" como um apelido honorífico.

## Influências próprias

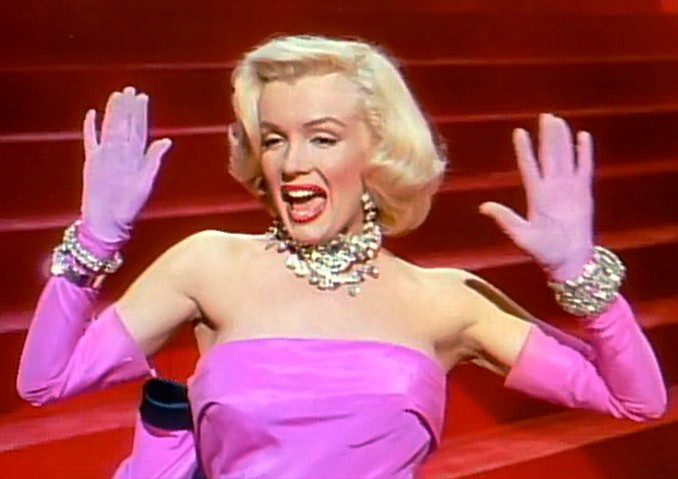
Marilyn Monroe, é uma grande influência na carreira de Madonna.

Madonna já declarou que se inspirou em vários artistas, incluindo Marilyn Monroe, Joni Mitchell, David Bowie, Patti Smith, Karen Carpenter, Debbie Harry, Chrissie Hynde e Aretha Franklin. Ela também inclui em seu trabalho, inspiração da Cabala, bem como estereótipos de gênero, clichês sexuais, monólitos corporativos e religiosos. O editor da Billboard, M. Tye Comer, disse: "Embora Madonna tenha se influenciado, ela criou seu próprio estilo inconfundível. Ela escreveu seu próprio ingresso; ela não precisava seguir a fórmula de ninguém. Ela declarou quem era ... e tomou posse de sua música". Jocelyn Vena, da MTV, comentou que "ela influenciou os outros e até a si mesma". Richard Pérez-Feria, do HuffPost, disse que Madonna teve influências para guiá-la, mas ela nunca soou como cópia. Ela pedia emprestada, com certeza, mas ela sempre "deixava sua personalidade". Ao contrário, ele observou que "os contemporâneos musicais mais jovens da cantora a copiaram liberalmente".
Explicando a inspiração que ela tira de outras culturas, Madonna disse em uma entrevista ao The Huffington Post em 2015, que é "nosso trabalho como artistas, virar o mundo de cabeça para baixo e fazer com que todos se sintam perplexos e precisem repensar tudo". Ela comentou: "Estou inspirada e estou referenciando outras culturas. Esse é o meu direito como artista. Eles disseram que Elvis Presley roubou a cultura afro-americana". Mais tarde, a cantora concluiu que ambos "têm o direito de ser" inspirados "por outras culturas".

## Contexto e análise

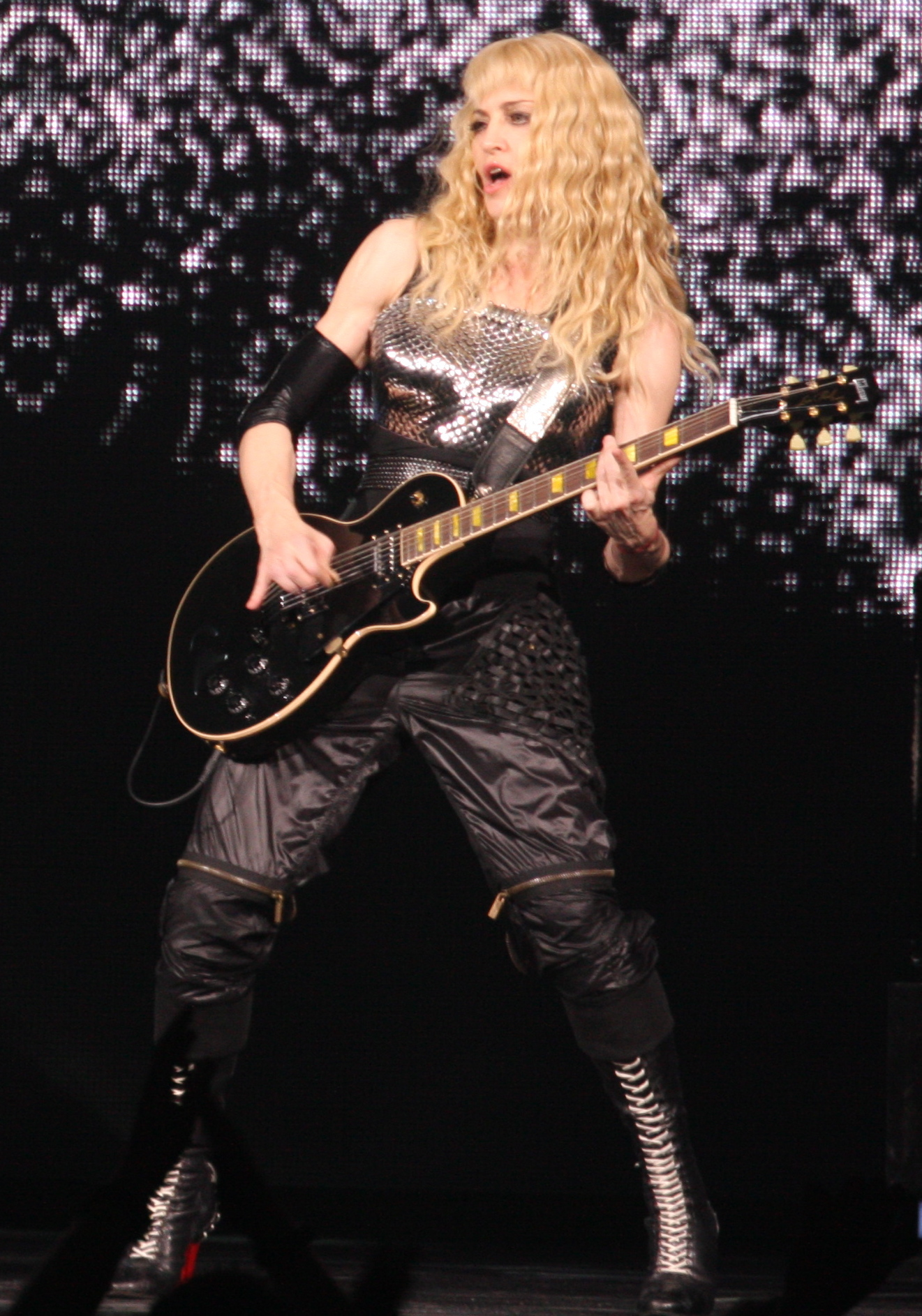
Desde o início de sua carreira, Madonna claramente inspirou muitas artistas femininas.

Ian Youngs, da BBC News, explicou que "a influência dela sobre os outros provém tanto de sua imagem quanto de sua música, com sua personalidade absurda e de limites mostrando a outros artistas o que poderia ser alcançado". A Rolling Stone concluiu que podemos ver "sua influência nas gerações recentes de artistas que escolheram alguns de seus movimentos e foram influenciados por seu estilo". O World Music Awards declarou que Madonna "inspirou toda jovem cantora / atriz / dançarina que tenham um sonho". Em uma perspectiva geral, T. Cole Rachel, da Pitchfork disse que "não é exagero dizer que Madonna influenciou profundamente as maneiras pelas quais toda uma geração de pessoas pensava em música, moda e, em particular, sexo".
A influência de Madonna nas estrelas pop tem sido objeto de muita análise e escrutínio. Quando a revista Time a incluiu na lista das "25 mulheres mais poderosas do século passado", eles apontaram que "toda estrela pop das últimas duas a três décadas tem que agradecer a Madonna em parte pelo seu sucesso". Pensamentos semelhantes foram da professora Mary Cross, que escreveu em seu livro Madonna: a biography de que "sua influência na música pop é inegável e abrangente". Além disso, ela explicou que os novos ícones pop devem a Madonna uma dívida de agradecimento pelo modelo que ela criou, "combinando sensualidade provocante e poder feminino em sua imagem, música e letra". A autora Kimberly Potts disse: "Nenhuma outra estrela pop feminina da história teve influência musical, de videoclipe, de shows e de moda que Madonna teve e continua a ter nos últimos três anos — continuando em sua quarta década ativa". O editor Erik Thompson, da City Pages, expressou que "qualquer estrela pop atual que negue que Madonna seja uma influência ou uma inspiração para eles está mentindo ou simplesmente ignorando a história da música. Os funcionários da revista Tú da Televisa comentaram:
A influência de Madonna nas estrelas da música pop é inegável, da música aos cenários ou roupas, todos podem ver que a "Rainha do Pop" tem sido o modelo para as estrelas atuais do firmamento da música mundial.

"Qual estrela pop feminina não foi influenciada pela Material Girl?". Ela estabeleceu o padrão para o que uma artista solo pode ser. Desde que ela entrou no cenário musical, realmente não havia uma artista pop feminina tão grande quanto Madonna, e eu não acho que tenha existido outra desde então.

—Laura Rosenfeld do North by Northwestern.
O biógrafo Fouz-Hernández explicou que artistas pop femininos como Britney Spears, Christina Aguilera, Kylie Minogue, as Spice Girls, Destiny's Child, Jennifer Lopez e Pink eram como "as filhas de Madonna no sentido direto de que elas cresceram ouvindo e admirando Madonna, e decidiram que queriam ser como ela". O editor da Ottawa Sun, Aedan Helmer, escreveu: "Seria fácil quantificar sua influência pelas gerações de pop stars criadas e preparadas em sua imagem feita por ela mesma — sem Madonna, as 'Britneys' e 'Katys' do mundo simplesmente não existiriam". O HealthCentral expressou que "não haveria Britney Spears ou Lady Gaga sem Madonna". Ela também escreveu que "sua influência é vista na moda, estilo e canções de muitas das estrelas pop femininas de hoje". Como Helmer e Merely Me, Rick Florino do Artistdirect sentiu:
Você não consegue pensar na música pop moderna sem pensar nela. Não haveria Britney, Christina, Pussycat Dolls e Lady Gaga sem ela. Desde o segundo em que ela entrou em cena no início dos anos 80, sua presença permeou quase todas as facetas do pop. Sua influência está em toda parte, e ela também não vai a lugar algum.
| |  |  |
| Para alguns critícos, compararam a influência Madonna a dos Beatles (à esquerda) e Michael Jackson (à direita). |  |  |

Os autores também compararam a influência de Madonna com outros artistas contemporâneos e elogiaram sua longevidade, especialmente no contexto em que ela prosperou porque, quando surgiu na década de 80, quase os principais artistas do mundo eram homens e bandas, mas depois dela, quase todos seriam. cantoras. Howard Kramer, diretor curatorial do Rock and Roll Hall of Fame and Museum disse: "Não havia ninguém como ela antes". Retrospectivamente, Gillian Branstetter, do The Daily Dot, sentiu que, mesmo com outras artistas femininas em cena, Madonna alcançou um status de superestrela sem nenhuma rival direta. Ela disse que "Madonna é a única artista ainda de pé na Geração X". Helmer, de Ottawa Sun, a nomeou" a artista mais importante de sua geração".
Escrevendo para a MSNBC em agosto de 2008, Tony Sclafani sentiu que "sua influência na música pop superou a dos Beatles". O editor Art Tavana do site Death & Taxes (de propriedade da Prometheus Global Media) comparou a cantora com Michael Jackson e disse que "o impacto geral de Madonna na cultura pop supera em muito o de Jackson" e explicou que artistas como Bruno Mars, Justin Timberlake e Usher foram influenciados por Jackson mais do que ela, mas "quase todo mundo é uma reedição redutora de Madonna". O Autor continuou e disse que outros artistas são mais influenciados por Madonna do que qualquer outro artista passado ou presente. Em seu artigo de 2008, Craig Takeuchi, do The Georgia Straight, comparou a influência desde os anos 1980 entre Madonna e Janet Jackson e comentou que, com sua personalidade, Madonna "foi muito mais longe do que qualquer outra pessoa". Takeuchi explicou que "ela era mais influente sempre que confiava em seus instintos".

## Legado

### Atenção da mídia

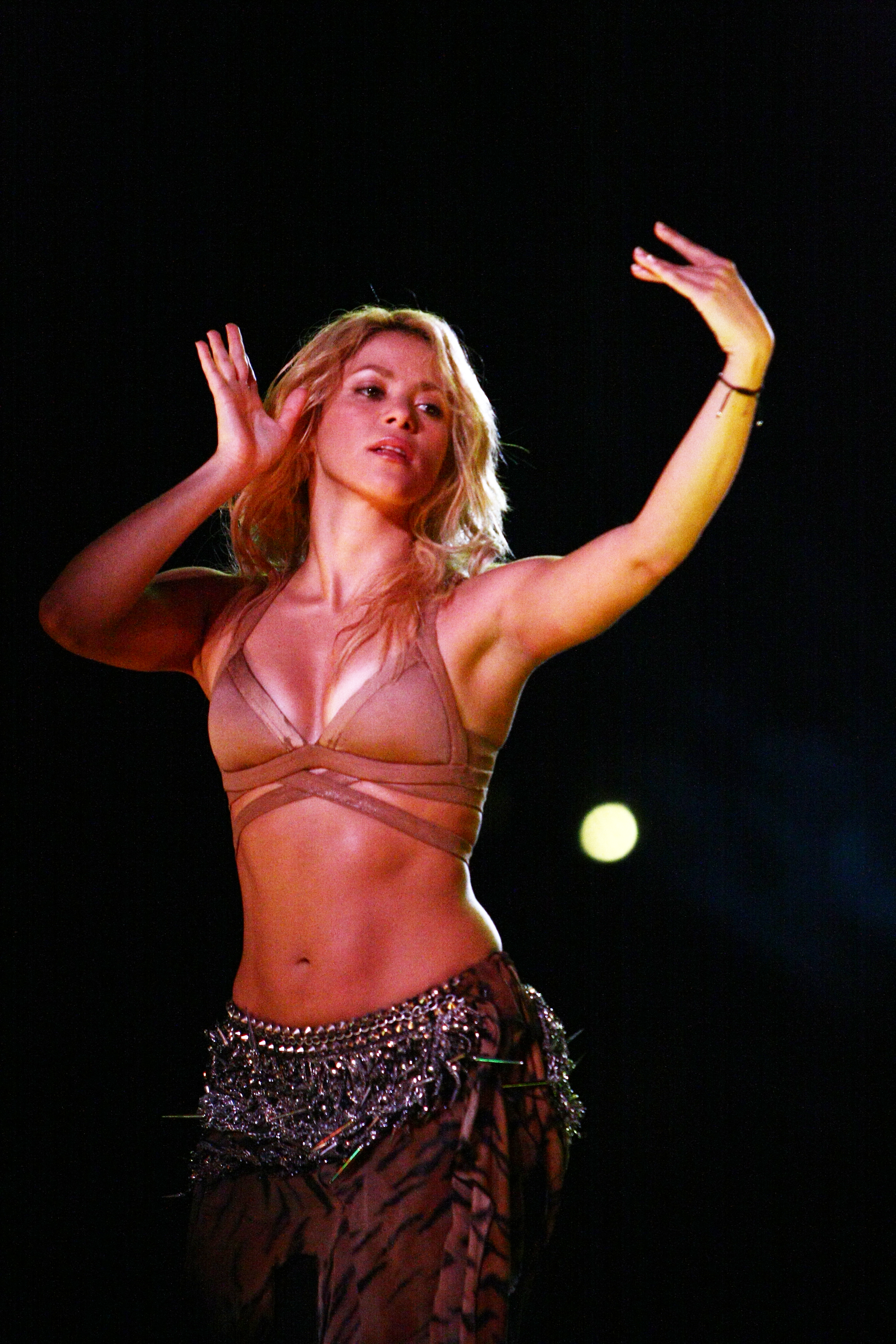
Shakira (foto), foi chamada de "Madonna Latina", um apelido honorífico usado pela mídia para descrever artistas femininas extraordinariamente bem-sucedidas em sua áreas.

Muitos artistas foram inspirados e comparados a Madonna. É comum ver listas de críticos nomeando artistas influenciados por ela. William Langley, do The Daily Telegraph, escreveu que ela é permanente em todas as listas das "mulheres mais poderosas/admiradas/influentes do mundo". Além disso, nomear "Madonna" para outros artistas tornou-se um apelido honorífico adotado pela mídia internacional. Geralmente são artistas fortemente influenciados por ela e alguns exemplos podem ser a "Madonna Mexicana" (Selena, Yuri ou Gloria Trevi), a "Madonna Latina" (Gloria Estefan, Jennifer Lopez, Thalía, Paulina Rubio ou Shakira), "Madonna Brasileira" (Joelma, Anitta e Wanessa Camargo) ou a "Madonna Negra" (Rihanna e Beyoncé).
Vários desses artistas que foram fortemente inspirados por Madonna são conhecidos pela imprensa como "as herdeiras de Madonna" ou suas "filhas musicais". Por exemplo, em 2013, a MTV Latino America faz uma chamada de votação Qual é o herdeira da rainha do pop?. A Rolling Stone citou Britney para Lady Gaga, passando por Rihanna e Christina. Nomeada "a Madonna dos dias modernos" pelo Guinness World Records, alguns autores se referiram a Britney Spears como a "herdeira" ou "sucessora" de Madonna, e outros como a Us Weekly disseram que ela era sua herdeira "aparente" é Lady Gaga. Entre eles, a influência de Madonna foi mais notável em Spears, que foi chamada de "sua protegida". No caso dela, Gwen Stefani respondeu que "algumas pessoas dizem que eu a copio. Mas mostre-me uma garota da minha idade que não foi influenciada por ela". Ela foi referida como "a nova Madonna" por publicações como The Hollywood Reporter e People.
Ann Powers, da NPR Music, comentou que "Madonna está voltando a atenção do mundo para suas herdeiras". Paul Rees, editor da revista Q, sentiu que "Madonna está ciente da influência que exerce sobre as herdeiras de sua coroa, mas não as avalia muito". O jornalista argentino Rodrigo Fresán disse: "Pensamos nas Madonas que virão como pensamos em ficção científica que está se tornando menos ficção e nos permitimos imaginar os clones de Madonna".

### Impacto e resposta
"Com Madonna acontece algo incomparável na música e na cultura popular em geral. Ela é sua própria corrente. Madonna termina inevitavelmente presente na vida de quase todos os cantores do mundo, seja no início ou no final da corrida. Ela é a fonte de inspiração e objetivo de conquistar".

—Juan Restrepo do Yahoo! sobre Madonna e seu impacto na música. Segundo ele, "todos os caminhos levam a Madonna".
Madonna é freqüentemente chamada de "a artista feminina mais admirada ou influente de todos os tempos", por autores, críticos, público e acadêmicos. Ela foi introduzida no Rock and Roll Hall of Fame, como um dos artistas, produtores e outras pessoas mais conhecidas e influentes, e de outras formas que influenciaram de alguma maneira na indústria da música. No entanto, quando foi anunciada como a Mulher do Ano da Billboard em 2016, Janice Min disse que a cantora "é um dos poucos artistas de super artistas cuja influência e carreira transcendem a música".
A empresa Telcel a nomeou "a artista feminina mais influente" e explicou que "desde sua aparição no cenário musical em 1983, nenhuma artista chamou mais a atenção que Madonna". Sclafani explicou que, um quarto de século depois de Madonna emergir, "os artistas ainda usam suas idéias e parecem modernos e ousados". Segundo a BET, Madonna é reconhecida por muitos como "a mulher mais bem-sucedida e influente da história da música americana, com Branstetter dizendo que sua influência na música pop americana" é quase sufocante em sua totalidade".
Mais do que qualquer outra cantora da história, Madonna é citada como a artista que abriu o caminho para praticamente todas as musicistas, e a artista que mudou o papel das mulheres na música. Branstetter escreveu que, dessa maneira, "Madonna alterou fundamentalmente tudo o que vem depois dela e quase embaraçoso tudo o que veio antes". Os autores Laura Barcella e Jessica Valenti sentiram que ela "mudou tudo na paisagem musical".
Kramer também comentou: "As estrelas pop femininas mais extravagantes de hoje desfrutam da liberdade de fazer música e se apresentar da maneira que fazem, mas elas não criaram essa liberdade. Madonna se mexeu e tremeu quando entrou nas paradas de música pop no início dos anos 80". Ele afirmou ainda que "Madonna e a carreira que ela criou para si mesma tornaram possível praticamente todas as outras cantoras pop seguirem ... Ela certamente elevou os padrões de todas elas ... Ela redefiniu quais eram os parâmetros para artistas do femininas".

## Lista de artistas influenciados por Madonna
Adele
Aaron Bruno
Ace of Base
Adam Lambert
Alanis Morissette
Alesha Dixon
Alexandra Stan
Alizée
All Saints
Alphabeat
Amanda Palmer
Andrew W.K.
Adam Lambert
Anastacia
Amy Schumer
Anahí
Annie
Anitta
Ariana Grande
Asher Book
Atomic Kitten
Avril Lavigne
Azealia Banks
Aqua
Backstreet Boys
Bebe Rexha
Belinda Peregrín
Berryz Kobo
Beth Ditto
Beyoncé
Bikini Kill
Billie Piper
Bonnie McKee
Britney Spears
Brittany Murphy
Brooke Candy
C+C Music Factory
Calvin Harris
Cameron Diaz
Carly Rae Jepsen
Cascada
Charli XCX
Charlotte Church
Christina Aguilera
Christina Milian
Chvrches
CL
Claudia Leitte
Colbie Caillat
Courtney Act
Cristina Scuccia
Drake
Dannii Minogue
Debbie Gibson
Demi Lovato
Denise Richards
Diana Vickers
Dita Von Teese
Ellen Pompeo
Exposé
Eden's Crush
Fergie
Fun.
FKA twigs
Garbage
Gloria Estefan
Gloria Trevi
Glee
Geri Halliwell
Goldfrapp
Grace Potter and the Nocturnals
Guy Ritchie
Gwen Stefani
Gwyneth Paltrow
Haylie Duff
Hilary Duff
Heidi Montag
Hande Yener
Hikaru Utada
Iggy Azalea
Ingrid Michaelson
Ivy Queen
Janelle Monáe
Jason Derülo
Jason Mraz
Jennifer Lopez
Jessica Simpson
Jessie J
Jordan Knight
Juliana Silveira
Juliette Lewis
Jullie
Justin Bieber
Justin Timberlake
Kat Graham
Katherine Jenkins
Katie Couric
Katy Perry
Keith Urban
Kelly Brook
Kelly Clarkson
Kelly Key
Kelly Osbourne
Kesha
Kim Kardashian
Kristinia DeBarge
Kylie Minogue
Lady Gaga
La Roux
Lea Thompson
Leighton Meester
Leona Lewis
Lights
Lil Debbie
Lindsay Lohan
Little Boots
Liz Phair
LMFAO
Lucie Silvas
Lykke Li
Madonna Wayne Gacy
Mandy Moore
Mariah Carey
Milli Vanilli
Marié Digby
Marina and the Diamonds
Marta Sánchez
Martika
Melanie C
M.I.A.
Miami Sound Machine
Miley Cyrus
Miranda Cosgrove
Natalia Kills
Natalie Maines
Neon Hitch
Nelly Furtado
New Kids on the Block
Nicki Minaj
Ninel Conde
'N Sync
No Doubt
Paris Hilton
Perez Hilton
Pabllo Vittar
Paula Abdul
Paulina Rubio
Pet Shop Boys
Pink
Pixie Lott
Rachel Platten
Rebel Wilson
Rick Astley
Right Said Fred
Rihanna
Rita Ora
Rick Astley
Robbie Williams
Robyn
Roxette
RuPaul
Shakira
Selena
Selena Gomez
Shontelle<
Sam Sparro
Samantha Fox
Salma Hayek
Sia
Sky Ferreira
Sleigh Bells
Sofia Boutella
Sophie B. Hawkins
Sophie Charlotte
Spice Girls
Scissor Sisters
SWV
Sugababes
Sheena Easton
Taio Cruz
Take That
Taylor Swift
Taylor Dayne
Thalía
Tegan and Sara
Tiffany
The Stunners
The Ting Tings
Twin Shadow
Vanessa Paradis
Valesca Popozuda
Victoria Justice
Wanessa Camargo
Victoria Beckham
Whitney Houston
William Orbit
Yelle
Yuri
Zendaya

## Respostas de artistas
"Ela deixou seu marco na música e na moda em todas as épocas. Nos anos 80, nos anos 90. E conseguiu — o que acho que Michael Jackson não fez — ainda ser relevante nos anos 2000, trabalhando com Mirwais e Stuart Price. Eu sou mais fã desses álbuns do que os que ela lançou quando começou. E isso é impressionante para mim"

—Martin Solveig sobre Madonna.
A seguir, alguns comentários feitos por artistas que foram inspirados por Madonna. Eles reconhecem a importância da cantora em suas carreiras e na indústria do entretenimento. O site da The O2 explicou que "os artistas não têm medo de admitir sua admiração por ela".
Em 2009, Justin Timberlake reconheceu que "sua poderosa influência parece ter subconscientemente penetrado nos vídeos de algumas das maiores estrelas de hoje". Em 2014, a rapper Kanye West a declarou como "a maior artista visual musical de todos os tempos" durante seus comentários sobre a cultura popular e a influência da Madonna na indústria. Seu ex-marido, Guy Ritchie, admitiu: "Madonna mudou completamente sua vida" porque "o catapultou aos olhos do público".
- Lady Gaga,  que era conhecida no início de sua carreira como "a Próxima Madonna",[63] explicou: "A última revolução foi lançada por Madonna há 25 anos", além de comentar que "realmente não há ninguém que seja um mais fã de Madonna que adoro e amei do que eu. Eu sou a maior fã pessoal e profissional".[165]
- Katy Perry citou Madonna como uma influência mais de uma vez. Seu filme Katy Perry: Part of Me foi amplamente influenciado pelo filme de Madonna, de 1991, Madonna: Truth or Dare.[150] Ela também disse que quer ser como Madonna.[60]

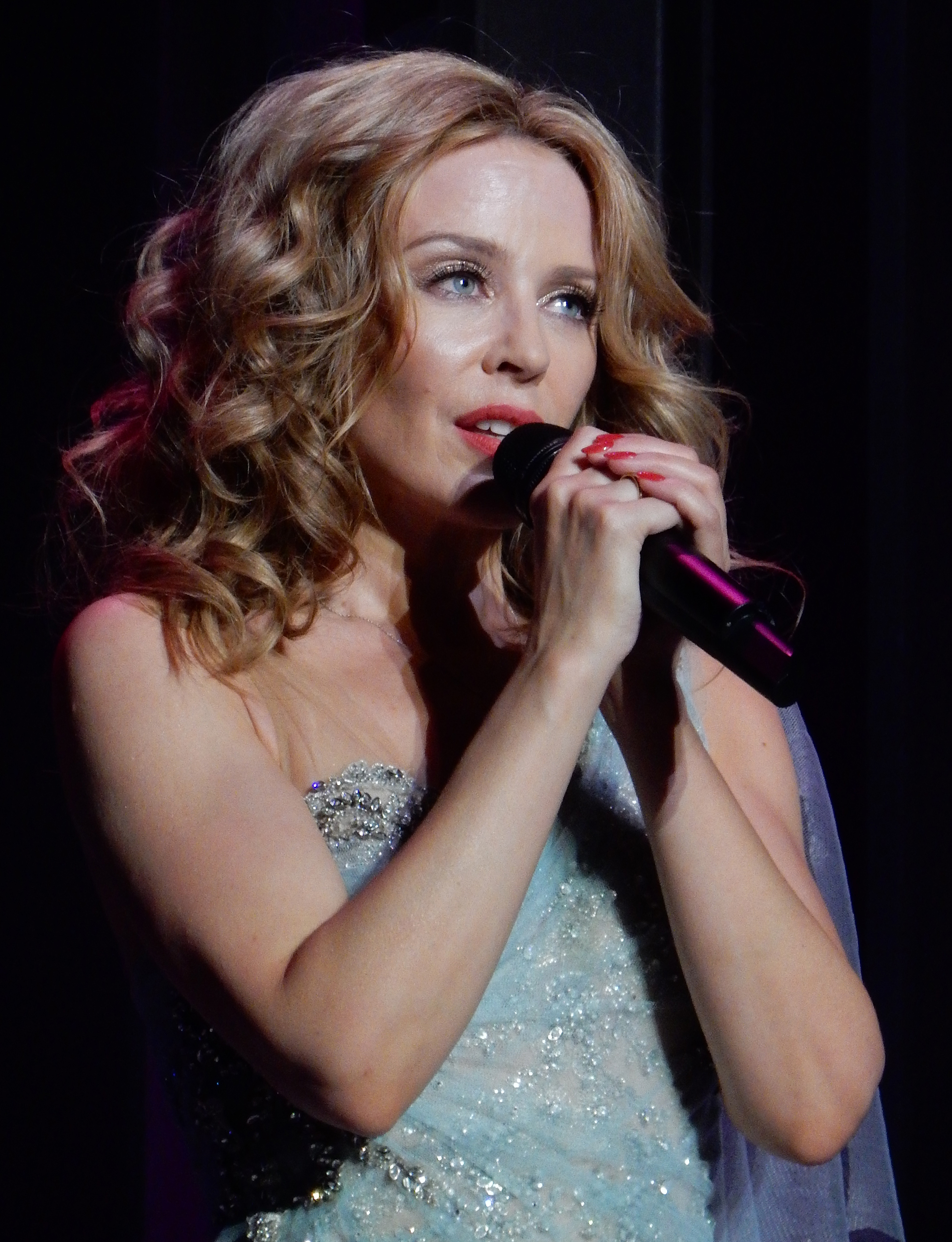
Kylie Minogue citou Madonna como uma de suas maiores influências. Ela é conhecida como a "Nova Madonna".

- Nicki Minaj credita Madonna como uma grande influência em sua carreira.[189] Ela declarou a Ryan Seacrest em 2012: "Conhecer Madonna mudou minha vida. Trabalhar com Madonna mudou minha vida".[249]
- Christina Aguilera nomeou Madonna como uma de suas maiores influências "por ser re-inventiva e corajosa como uma mulher forte, para explorar o que quer que seja, mesmo que recebam críticas negativas. É como se fossem destemidas".[250]
- Kylie Minogue foi inspirada e comparada a Madonna ao longo de sua carreira.[164] Minogue disse sobre Madonna: "Sua enorme influência no mundo, no pop e na moda, significava que eu não estava imune às tendências que ela criou. Eu a admiro muito, mas no começo ela dificultou para artistas como eu, ela tinha feito tudo o que havia para ser feito...",[247]  e "Madonna é a rainha do pop, eu sou a princesa. Estou muito feliz com isso".[248]
- Avril Lavigne confessou querer ser "a Nova Madonna". Ela acrescentou: "Quero estar do jeito que Madonna fez. Ela teve sua vida, mas ainda manteve sua carreira o tempo todo".[83]
- Jessica Simpson, quando confessou que foi acidentalmente influenciada pelo "Holiday" de Madonna, admitiu que Madonna "me influenciou e ainda o faz hoje. Espero ter a longevidade de sua carreira".[139]
- Dita Von Teese dá créditos a Madonna "por inspirá-la a ser individual". Além disso, ela disse "ajudando-a a se sentir confortável com a aparência quando jovem".[113]
- Brittany Murphy confessou que Madonna tinha uma citação: "Vou mudar o mundo". Mais tarde, ela disse que "foi uma grande inspiração para mim, então decidi que seria minha própria versão de Madonna quando crescesse".[96]
- Alizée citou para Madonna muitas vezes como uma de suas maiores influências. Em 2008, ela declarou: "A única coisa que me resta é conhecer Madonna e cantar com ela". Em 2010, disse: "Madonna é uma cantora que admiro muito seu talento e carreira. Em vez disso, por Lady Gaga, não sinto essa admiração, às vezes acho que cai no ridículo", acho que Madonna causa e o faz com elegância, um elemento que está faltando em Gaga".[73][74]
- Paulina Rubio, que é mais conhecida como "a Madona Latina", citou Madonna como influência em várias ocasiões. Por exemplo, em seu sétimo álbum de estúdio, Ananda, ela revelou quando essas coisas mudam, pense em Madonna, a quem ela admira por sua capacidade de evoluir ao longo do tempo.[198][199]